# 100 mètres haies aux championnats du monde d'athlétisme 2015
Navigation
Moscou 2013 Londres 2017
L'épreuve du 100 mètres haies des championnats du monde de 2015 s'est déroulée les 27 et 28 août 2015 dans le Stade national, le stade olympique de Pékin, en Chine. Elle est remportée par la Jamaïcaine Danielle Williams.

## Médaillées
| Or                | Argent        | Bronze      |
| Danielle Williams | Cindy Roleder | Alina Talay |

## Résultats

### Finale
| Rang               | Athlète            | Temps   | Notes |
| ------------------ | ------------------ | ------- | ----- |
| Médaille d'or      | Danielle Williams  | 12 s 57 | PB    |
| Médaille d'argent  | Cindy Roleder      | 12 s 59 | PB    |
| Médaille de bronze | Alina Talay        | 12 s 66 | NR    |
| 4                  | Brianna Rollins    | 12 s 67 |       |
| 5                  | Tiffany Porter     | 12 s 68 |       |
| 6                  | Noemi Zbären       | 12 s 95 |       |
| 7                  | Shermaine Williams | 12 s 95 |       |
| 8                  | Sharika Nelvis     | 13 s 06 |       |

### Demi-finales
Les deux premiers athlètes de chaque série (Q) se qualifient pour la finale ainsi que les deux meilleurs temps suivants (q).
| Rang | Athlète            | Temps       | Notes |
| ---- | ------------------ | ----------- | ----- |
| 1    | Danielle Williams  | 12 s 58 (Q) | PB    |
| 2    | Sharika Nelvis     | 12 s 59 (Q) |       |
| 3    | Alina Talay        | 12 s 70 (q) | PB    |
| 4    | Isabelle Pedersen  | 12 s 86     | PB    |
| 5    | Phylicia George    | 12 s 87     | SB    |
| 6    | Cindy Ofili        | 12 s 91     |       |
|      | Beate Schrott      | DNF         |       |
|      | Dawn Harper-Nelson | DNF         |       |

| Rang | Athlète              | Temps       | Notes |
| ---- | -------------------- | ----------- | ----- |
| 1    | Tiffany Porter       | 12 s 62 (Q) |       |
| 2    | Cindy Roleder        | 12 s 79 (Q) | PB    |
| 3    | Noemi Zbären         | 12 s 81 (q) |       |
| 4    | Kierre Beckles       | 12 s 90     |       |
| 5    | Kimberly Laing       | 13 s 00     |       |
| 6    | Michelle Jenneke     | 13 s 01     |       |
|      | Ekaterina Galitskaia | DNF         |       |
|      | Kendra Harrison      | DSQ         |       |

| \| Rang \| Athlète \| Temps \| Notes \| \| ---- \| ------------------ \| ----------- \| ----- \| \| 1 \| Brianna Rollins \| 12 s 71 (Q) \| \| \| 2 \| Shermaine Williams \| 12 s 86 (Q) \| \| \| 3 \| Anne Zagré \| 12 s 88 \| \| \| 4 \| Nina Morozova \| 12 s 91 \| \| \| 5 \| Karolina Kołeczek \| 12 s 97 \| \| \| 6 \| Nikkita Holder \| 13 s 00 \| \| \| 7 \| Wu Shuijiao \| 13 s 06 \| \| \| 8 \| Andrea Ivančević \| 33 s 95 \| \| |                    |             |       |
| Rang | Athlète            | Temps       | Notes |
| 1 | Brianna Rollins    | 12 s 71 (Q) |       |
| 2 | Shermaine Williams | 12 s 86 (Q) |       |
| 3 | Anne Zagré         | 12 s 88     |       |
| 4 | Nina Morozova      | 12 s 91     |       |
| 5 | Karolina Kołeczek  | 12 s 97     |       |
| 6 | Nikkita Holder     | 13 s 00     |       |
| 7 | Wu Shuijiao        | 13 s 06     |       |
| 8 | Andrea Ivančević   | 33 s 95     |       |

### Séries
Qualification : les 4 premières de chaque série (Q) et les 4 meilleurs temps (q) se qualifient pour les demi-finales.
| Rang | Série | Nom                   | Nationalité            | Temps | Notes |
| ---- | ----- | --------------------- | ---------------------- | ----- | ----- |
| 1    | 4     | Brianna Rollins       | États-Unis             | 12.67 | Q     |
| 2    | 5     | Tiffany Porter        | Royaume-Uni            | 12.73 | Q     |
| 3    | 1     | Danielle Williams     | Jamaïque               | 12.77 | Q     |
| 4    | 4     | Shermaine Williams    | Jamaïque               | 12.78 | Q, PB |
| 5    | 3     | Dawn Harper-Nelson    | États-Unis             | 12.79 | Q     |
| 6    | 2     | Cindy Roleder         | Allemagne              | 12.86 | Q, SB |
| 6    | 5     | Nikkita Holder        | Canada                 | 12.86 | Q     |
| 8    | 5     | Alina Talay           | Biélorussie            | 12.87 | Q     |
| 9    | 3     | Kierre Beckles        | Barbade                | 12.88 | Q, NR |
| 9    | 4     | Andrea Ivančević      | Croatie                | 12.88 | Q     |
| 11   | 1     | Kendra Harrison       | États-Unis             | 12.90 | Q     |
| 11   | 3     | Anne Zagré            | Belgique               | 12.90 | Q     |
| 13   | 2     | Sharika Nelvis        | États-Unis             | 12.93 | Q     |
| 13   | 2     | Noemi Zbären          | Suisse                 | 12.93 | Q     |
| 15   | 1     | Isabelle Pedersen     | Norvège                | 12.96 | Q     |
| 16   | 4     | Cindy Ofili           | Royaume-Uni            | 12.97 | Q     |
| 17   | 3     | Michelle Jenneke      | Australie              | 13.02 | Q     |
| 18   | 4     | Phylicia George       | Canada                 | 13.03 | q     |
| 19   | 3     | Beate Schrott         | Autriche               | 13.04 | q     |
| 20   | 2     | Karolina Kołeczek     | Pologne                | 13.05 | Q     |
| 21   | 2     | Nina Morozova         | Russie                 | 13.06 | q     |
| 22   | 5     | Wu Shuijiao           | Chine                  | 13.09 | Q     |
| 23   | 3     | Kimberly Laing        | Jamaïque               | 13.10 | q     |
| 24   | 2     | Nooralotta Neziri     | Finlande               | 13.13 |       |
| 25   | 1     | Yekaterina Galitskaya | Russie                 | 13.14 | Q     |
| 26   | 1     | Hanna Platitsyna      | Ukraine                | 13.15 |       |
| 27   | 3     | Devynne Charlton      | Bahamas                | 13.16 |       |
| 28   | 1     | Cindy Billaud         | France                 | 13.23 |       |
| 29   | 5     | Caridad Jerez         | Espagne                | 13.27 |       |
| 30   | 4     | Adelly Santos         | Brésil                 | 13.29 |       |
| 31   | 5     | Lindsay Lindley       | Nigeria                | 13.30 |       |
| 32   | 5     | Fabiana Morães        | Brésil                 | 13.35 |       |
| 33   | 1     | Lavonne Idlette       | République dominicaine | 13.70 |       |
| 34   | 2     | Adanaca Brown         | Bahamas                | 13.74 |       |
| 35   | 5     | Ana Camila Pirelli    | Paraguay               | 14.09 |       |
| 36   | 4     | Yvette Lewis          | Panama                 | 14.12 |       |
| 37   | 4     | Beatriz Flamenco      | Salvador               | 14.77 |       |

## Légende
Records et Performances
- AR : Record continental (area record)
- CR : Record des championnats (championship record)
- MR : Record du meeting (meet record)
- NR : Record national (national record)
- OR : Record olympique (olympic record)
- PR : Record paralympique (paralympic record)
- PB : Record personnel (personal best)
- SB : Meilleure performance personnelle de la saison (season's best)
- WL : Meilleure performance mondiale de l'année (world leader)
- WJR : Record du monde junior (world junior record)
- WR : Record du monde (world record)

Circonstances et Conditions
- DNF : N'a pas terminé (did not finish)
- DNS : N'a pas pris le départ (did not start)
- DQ : Disqualification (disqualification)
- NM : Aucun essai valable enregistré (No Mark)
- Q : Qualifié « directement » au prochain tour (ou à la prochaine compétition), lors d'une compétition majeure, grâce au classement ou à la réalisation des minima (automatic qualifier)
- q : Qualifié au prochain tour (ou à la prochaine compétition), lors d'une compétition majeure, grâce au repêchage ou à la réalisation de l'une des meilleures performances parmi celles des « non qualifiés directement » (grâce au meilleur temps ou à la meilleure distance par exemple) (secondary qualifier)